# Hoya latifolia
Hoya latifolia ist eine Pflanzenart der Gattung der Wachsblumen (Hoya) aus der Unterfamilie der Seidenpflanzengewächse (Asclepiadoideae). Die Art hat ein großes Verbreitungsgebiet, das von Myanmar über Südthailand, Malaysia bis nach Indonesien reicht.

## Merkmale
Hoya latifolia bildet lange Triebe und wird sehr groß. Die jungen Triebe sind tiefrot gefärbt. Die Blätter besitzen einen 6 bis 12 mm langen, kräftigen Stiel. Die relativ sehr großen Blattspreiten sind fleischig-sukkulent und messen 10 bis 25 cm in der Länge und 7 bis 17 cm in der Breite. Sie sind rundlich bis elliptisch und am äußeren Ende lang zugespitzt. Die Basis ist gerundet bis herzförmig. Sie sind auf der Oberseite glänzend grün mit einzelnen weißen Flecken, auf der Unterseite tiefrot. Die fünf deutlich sichtbaren Blattadern sind sehr charakteristisch für diese Art.
Der aufrecht stehende Blütenstand umfasst bis zu 40 Blüten (bis zu 70 Blüten, bis zu 200 Blüten), die kugelig angeordnet sind. Der Stiel des Blütenstands ist ca. 5 cm lang, relativ dick und steif. Die Einzelblüte hat einen Durchmesser von 8 mm, Der Blütenstiel ist etwa 2 cm lang, relativ dünn und mit kurzen flaumigen Haaren bedeckt. Die relativ sehr kleinen Kelchblätter sind eiförmig und laufen spitz aus. Die Blütenkrone ist weißlich bis bräunlichgelb und innen fein flaumig behaart. Die Kronzipfel sind eiförmig, spitz auslaufend und zurückgebogen, wenn die Blüte voll erblüht ist. Die Blüten bleiben etwa 6 Tage geöffnet und duften intensiv. Die Nebenkrone ist weiß, cremeweiß oder auch leicht rosa mit eiförmigen Nebenkronenzipfeln. Der äußere Fortsatz ist abgeflacht und zugespitzt, der innere Fortsatz ebenfalls zugespitzt und aufsteigend. Die Blüten bleiben etwa 6 Tage geöffnet und duften vor allem abends stark nach Moschus. Die Pollinien sind 0,35 mm breit und geflügelt. Das Corpusculum ist eckig und misst etwa 0,15 mm. Die Balgfrüchte sind spindlig, 7,5 cm lang und 0,5 cm dick. Die Oberfläche ist schwach flaumig behaart.
Die Chromosomenzahl beträgt 2n = 22.

### Ähnliche Arten
Gemäß Richard E. Rintz (1978) ähnelt Hoya latifolia in den vegetativen Merkmalen Hoya verticillata var. citrina (Ridl.) Kloppenb.

## Geographische Verbreitung
Das Verbreitungsgebiet dieser Art reicht von Myanmar über Südthailand, Malaysia bis nach Indonesien.

## Taxonomie
Hoya latifolia wurde 1834 von Georg Don im 4. Band seiner "General History of the Dichlamydeous Plants" (auf S. 127) erstmals beschrieben. Typlokalität ist Penang (Malaysia), das Typusexemplar war von Nathaniel Wallich gesammelt worden. Hoffmann, van Donkelaar und Albers nennen folgende Synonyme für die Art: Hoya macrophylla Wight (1834, nom. illeg.), Hoya polystachya Blume und Hoya latifolia subsp. kinabaluensis C.M.Burton.

## Belege